# 平出禾
平出 禾（ひらいで ひいず、1906年 - 1980年）は、元検事、翻訳家。
弁護士・作家の平出修の長男として東京に生まれる。少年時代に父を亡くし、1930年東京帝国大学法学部卒業、検事となる。最高検察庁公判部長を最後に66年定年退官、専修大学法学部教授、77年定年退任。E・S・ガードナーの法廷もの小説の翻訳もある。

## 著書
- プロレタリア文化運動に就ての研究 司法省調査部編刊司法研究報告書、1940 のち柏書房復刻 1965
- 戦時下の言論統制 言論統制法規の綜合的研究 中川書房 1942
- 立案者による司法警察職務規範解説 警友書房 1949.6
- 控訴審における事実の取調 法務府検務局 1950 (検察資料)
- 刑事訴訟法研究 酒井書店 1970
- 一勺の水 法の周辺の随想 帝国地方行政学会 1970
- 刑法総論 酒井書店 1973
- 刑法各論 酒井書店 1974
- 資料昭和プロレタリア文化運動史 武蔵野学問の力舎 1975
- 法の周辺 その折り折り ぎょうせい 1978.6
- 言論統制文献資料集成 第11巻 戦時下の言論統制 日本図書センター 1992.2

## 編著
- 日本社会の病理解剖 全5巻 春秋社 1952-53
- 検察つれづれ草 1955 (河出新書)
- 刑事政策 前田俊郎共著 酒井書店 1974

## 翻訳
- 検事他殺を主張する E・S・ガードナー 早川書房 1957 (世界探偵小説全集) のち文庫
- 検事卵を割る E.S.ガードナー 早川書房 1959 (世界探偵小説全集)
- 検事封を切る E.S.ガードナー 早川書房 1959 (世界ミステリシリーズ)
- 検事出廷す E.S.ガードナー 早川書房 1960 (世界ミステリシリーズ) のち文庫
- 検事方向転換す E.S.ガードナー 早川書房 1960 (世界ミステリシリーズ)
- フェーマス・トライアルズ 第3集 S型の傷 日本評論新社 1962

## 公判文書
- 拘留日数判決及び検察官の上告趣意、1967年